# Zhang Nan
Zhang Nan (förenklad kinesiska: 张楠; traditionell kinesiska: 張楠; pinyin: Zhāng Nán), född den 30 april 1986 i Peking, Kina, är en kinesisk gymnast.
Hon tog OS-brons i den individuella mångkampen i samband med de olympiska gymnastiktävlingarna 2004 i Aten.